# Chalcoscirtus
Chalcoscirtus Bertkau, 1880 è un genere di ragni appartenente alla Famiglia Salticidae.

## Etimologia
Il nome del genere è composto dal greco χαλκός, chalcòs, che significa rame e σκιρτέιν, skirtèin, che significa saltare, balzare, ad indicarne il colore e il comportamento.

## Distribuzione
Le 42 specie oggi note di questo genere sono diffuse principalmente in Eurasia, solo alcune in America settentrionale; la sola C. catherinae è stata rinvenuta anche in Egitto.
In Italia sono state reperite 4 specie di questo genere

## Tassonomia
A dicembre 2010, si compone di 42 specie e una sottospecie:
1. Chalcoscirtus alpicola (L. Koch, 1876) — Regione olartica (presente in Italia)
2. Chalcoscirtus ansobicus Andreeva, 1976 — Tagikistan
3. Chalcoscirtus atratus (Thorell, 1875) — Europa (presente in Italia)
4. Chalcoscirtus bortolgois Logunov & Marusik, 1999 — Mongolia
5. Chalcoscirtus brevicymbialis Wunderlich, 1980 — Germania, dall'Austria al Kazakistan
6. Chalcoscirtus carbonarius Emerton, 1917 — USA, Canada, Russia
7. Chalcoscirtus catherinae Prószynski, 2000 — Egitto, Israele
8. Chalcoscirtus charynensis Logunov & Marusik, 1999 — Kazakistan
9. Chalcoscirtus diminutus (Banks, 1896) — USA
10. Chalcoscirtus flavipes Caporiacco, 1935 — Tagikistan, Karakorum
11. Chalcoscirtus fulvus Saito, 1939 — Giappone
12. Chalcoscirtus glacialis Caporiacco, 1935 — dalla Russia all'India e all'Alaska
  - Chalcoscirtus glacialis sibiricus Marusik, 1991 — Russia
13. Chalcoscirtus grishkanae Marusik, 1988 — Russia
14. Chalcoscirtus helverseni Metzner, 1999 — Grecia
15. Chalcoscirtus hosseinieorum Logunov, Marusik & Mozaffarian, 2002 — Iran
16. Chalcoscirtus hyperboreus Marusik, 1991 — Russia
17. Chalcoscirtus infimus (Simon, 1868)[3] — dall'Europa centrale e meridionale all'Asia centrale (presente in Italia)
18. Chalcoscirtus iranicus Logunov & Marusik, 1999 — Iran
19. Chalcoscirtus janetscheki (Denis, 1957) — Spagna
20. Chalcoscirtus jerusalemicus Prószynski, 2000 — Israele
21. Chalcoscirtus kamchik Marusik, 1991 — Uzbekistan
22. Chalcoscirtus karakurt Marusik, 1991 — Asia centrale
23. Chalcoscirtus kirghisicus Marusik, 1991 — Kirghizistan
24. Chalcoscirtus koponeni Logunov & Marusik, 1999 — Russia
25. Chalcoscirtus lepidus Wesolowska, 1996 — Asia centrale
26. Chalcoscirtus martensi Zabka, 1980 — Asia centrale, Nepal, India, Cina
27. Chalcoscirtus michailovi Logunov & Marusik, 1999 — Kazakistan
28. Chalcoscirtus minutus Marusik, 1990 — Tagikistan
29. Chalcoscirtus molo Marusik, 1991 — Kirghizistan
30. Chalcoscirtus nenilini Marusik, 1990 — Kirghizistan
31. Chalcoscirtus nigritus (Thorell, 1875) — Regione paleartica
32. Chalcoscirtus paraansobicus Marusik, 1990 — Russia, Asia centrale
33. Chalcoscirtus parvulus Marusik, 1991 — dalla Turchia all'Asia centrale
34. Chalcoscirtus platnicki Marusik, 1995 — Kazakistan
35. Chalcoscirtus pseudoinfimus Ovtsharenko, 1978 — Georgia, Italia
36. Chalcoscirtus rehobothicus (Strand, 1915) — Israele
37. Chalcoscirtus sublestus (Blackwall, 1867) — Madeira
38. Chalcoscirtus talturaensis Logunov & Marusik, 2000 — Russia
39. Chalcoscirtus tanasevichi Marusik, 1991 — Asia centrale
40. Chalcoscirtus tanyae Logunov & Marusik, 1999 — Russia
41. Chalcoscirtus vietnamensis Zabka, 1985 — Vietnam
42. Chalcoscirtus zyuzini Marusik, 1991 — Asia centrale

### Specie trasferite
- Chalcoscirtus difficilis (Simon, 1868); a seguito di uno studio dell'aracnologo Logunov del 1998 è stata ridenominata in Euophrys difficilis (Simon, 1868)[1].